# 愛媛県道38号今治波方港線
愛媛県道38号今治波方港線（えひめけんどう38ごう いまばりなみかたこうせん）は、愛媛県今治市を走る県道（主要地方道）である。

## 概要
本路線をその成り立ちから大別すると、旧国道196号を引き継いだ南部（長沢交差点・延喜交差点間）と、それ以外の北部とに分かれる。
南部区間は古くからの幹線道路で、沿線の市街化が進んでいる。特に今治市街地を通る蒼社橋北詰・南光坊西交差点間は片側2車線の道路で、交通量が多い。一方で、国道196号で最後まで1車線だった区間をそのまま継承した今治北高校前付近・海地橋間のように、未改良部もわずかながら残されている。
北部区間では2つの低い峠を越える。今治市杣田（そまだ）には、本線唯一の鉄道踏切があり、JR予讃線（波止浜・波方間）と交差する。

### 路線データ
- 区間距離：約18km
- 起点：今治市長沢（国道196号交点）
- 終点：今治市波方町波方（愛媛県道166号波方環状線交点）

## 歴史
- 1993年（平成5年）5月11日 - 建設省から、県道今治波方港線が今治波方港線として主要地方道に指定される[1]。

## 路線状況

### 重複区間
- 国道317号（今治市常盤町・ドントビ交差点 - 今治市別宮町・南光坊西交差点）

## 地理

### 通過する自治体
- 今治市

### 交差する道路
- 国道196号（今治市長沢、起点）
- 愛媛県道162号朝倉伊予桜井停車場線（今治市長沢）
- 愛媛県道156号桜井山路線（今治市長沢）
- 国道317号（今治市常盤町・ドントビ交差点）
- 愛媛県道14号今治港線（今治市別宮町）
- 愛媛県道157号今治停車場線（今治市別宮町）
- 国道317号（今治市別宮町・南光坊西交差点）
- 愛媛県道156号桜井山路線（今治市山路）
- 愛媛県道155号今治丹原線（今治市延喜）
- 愛媛県道15号大西波止浜港線（今治市中堀）
- 愛媛県道166号波方環状線（今治市波方町波方、終点）

### 沿線にある施設など
- 波方港
- 波止浜港
- 今治市役所
- 今治警察署
- 今治国際ホテル
- 済生会今治病院
- ワールドプラザ